# Le travail, c'est la santé
Pour plus de détails, voir Fiche technique et Distribution.
Le travail, c’est la santé (Woolen Under Where en anglais) est un cartoon américain Merrie Melodies de 1963 réalisé par Phil Monroe et Richard Thompson mettant en scène Ralph et Sam.